# Ohio Athletic Conference
La Ohio Athletic Conference (OAC) è una conference atletica statunitense formata nel 1902, terza più vecchia conference degli States. L'attuale commissioner è Tim Gleason, mentre tra i precedenti spicca il nome di Mike Cleary, che fu il primo General Manager di una squadra di basket professionistico ad assumere un allenatore afroamericano. La Ohio Athletic Conference fa parte della NCAA in  Division III, e nel tempo sono state 31 le scuole che ne hanno fatto parte, mentre le dieci scuole attualmente facenti parte sono tutte locate in Ohio.

## Membri

### Attuali membri
| Scuola                     | Città (all in Ohio) | Soprannome       | Fondazione | Tipo                            | Studenti | Ingresso | Colori                   |
| -------------------------- | ------------------- | ---------------- | ---------- | ------------------------------- | -------- | -------- | ------------------------ |
| Baldwin Wallace University | Berea               | Yellow Jackets   | 1845       | Private/Methodist               | 4,177    | 1915     | Grigio e giallo          |
| Capital University         | Bexley              | Crusaders        | 1830       | Private/Lutheran                | 3,584    | 1927     | Viola e bianco           |
| Heidelberg University      | Tiffin              | Student Princes  | 1850       | Private/United Church of Christ | 1,500    | 1907     | Rosso, arancio, nero     |
| John Carroll University    | University Heights  | Blue Streaks     | 1886       | Private/Catholic                | 3,700    | 1932     | Blu e oro                |
| Marietta College           | Marietta            | Pioneers         | 1835       | Private/Non-sectarian           | 1,430    | 1926     | Navy Blue e bianco       |
| University of Mount Union  | Alliance            | Purple Raiders   | 1846       | Private/Methodist               | 2,223    | 1914     | Viola e bianco           |
| Muskingum University       | New Concord         | Fighting Muskies | 1837       | Private/Presbyterian            | 1,779    | 1922     | Magenta e nero           |
| Ohio Northern University   | Ada                 | Polar Bears      | 1871       | Private/Methodist               | 3,577    | 1916     | Arancio, nero, bianco    |
| Otterbein University       | Westerville         | Cardinals        | 1847       | Private/Methodist               | 3,080    | 1921     | Tan e rosso cardinalizio |
| Wilmington College         | Wilmington          | Fighting Quakers | 1870       | Private/Quaker                  | 1,086    | 2000     | Verde e bianco           |

### Membri associati
| Scuola                  | Città (all in Ohio)  | Soprannome     | Fondazione | Tipo                            | Studenti | Ingresso | Conference primaria | OAC Sports                         |
| ----------------------- | -------------------- | -------------- | ---------- | ------------------------------- | -------- | -------- | ------------------- | ---------------------------------- |
| Defiance College        | Defiance (Ohio)      | Yellow Jackets | 1850       | Private/United Church of Christ | 1,000    | 2011     | HCAC                | Nuoto e tuffi maschile e femminile |
| Transylvania University | Lexington (Kentucky) | Pioneers       | 1780       | Private/Disciples of Christ     | 1,120    | 2012     | HCAC                | Nuoto e tuffi maschile e femminile |

### Membri precedenti
| Scuola                         | Città (all in Ohio) | Soprannome                                                        | Fondazione | Tipo                        | Studenti                       | Ingresso | Uscita | Conference corrente                  |
| ------------------------------ | ------------------- | ----------------------------------------------------------------- | ---------- | --------------------------- | ------------------------------ | -------- | ------ | ------------------------------------ |
| University of Akron            | Akron               | Zips                                                              | 1870       | Public                      | 24,704                         | 1915     | 1966   | Mid-American (MAC) (NCAA Division I) |
| Ashland University             | Ashland             | Eagles                                                            | 1878       | Private/Brethren            | 5,701                          | 1931     | 1948   | GLIAC (NCAA Division II)             |
| Bowling Green State University | Bowling Green       | Falcons                                                           | 1910       | Public                      | 22,882                         | 1933     | 1942   | Mid-American (MAC) (NCAA Division I) |
| Case Institute of Technology   | Cleveland           | Scientists (1918-19 to 1939-40) Rough Riders (1940-41 to 1970-71) | 1880       | Private                     | n/a                            | 1902     | 1948   | UAA                                  |
| Denison University             | Granville           | Big Red                                                           | 1831       | Private/Non-sectarian       | 2,100                          | 1907     | 1984   | NCAC                                 |
| Hiram College                  | Hiram               | Terriers                                                          | 1850       | Private/Disciples of Christ | 1,200                          | 1920     | 1999   | NCAC                                 |
| Kent State University          | Kent                | Golden Flashes                                                    | 1910       | Public                      | 34,056                         | 1932     | 1951   | Mid-American (MAC) (NCAA Division I) |
| Miami University               | Oxford              | RedHawks                                                          | 1809       | Public                      | 20,126                         | 1911     | 1928   | MAC (NCAA Division I)                |
| Kenyon College                 | Gambier             | Lords (men's) Ladies (women's)                                    | 1824       | Private/Episcopal           | 1,640                          | 1902     | 1984   | NCAC                                 |
| Oberlin College                | Oberlin             | Yeomen (men's) Yeowomen (women's)                                 | 1833       | Private/Non-sectarian       | 2,850                          | 1902     | 1984   | NCAC                                 |
| Ohio State University          | Columbus            | Buckeyes                                                          | 1870       | Public                      | 52,568                         | 1902     | 1912   | Big Ten (NCAA Division I)            |
| Ohio University                | Athens              | Bobcats                                                           | 1804       | Public                      | 20,437                         | 1910     | 1928   | Mid-American (MAC) (NCAA Division I) |
| Ohio Wesleyan University       | Delaware            | Battlin' Bishops                                                  | 1842       | Private/Methodist           | 1,850                          | 1902     | 1984   | NCAC                                 |
| University of Cincinnati       | Cincinnati          | Bearcats (after 1914)                                             | 1819       | Public                      | 39,667 (2009-10 academic year) | 1910     | 1924   | The American (NCAA Division I)       |
| University of Toledo           | Toledo              | Rockets                                                           | 1872       | Public                      | 19,706                         | 1932     | 1949   | Mid-American (MAC) (NCAA Division I) |
| Western Reserve University     | Cleveland           | Pioneers (1920-21 to 1927-28) Red Cats (1928-29 to 1970-71)       | 1826       | Private                     | n/a                            | 1902     | 1932   | UAA                                  |
| Wittenberg University          | Springfield         | Tigers                                                            | 1845       | Private/Lutheran            | 2,050                          | 1909     | 1989   | NCAC                                 |
| The College of Wooster         | Wooster             | Fighting Scots                                                    | 1866       | Private/Presbyterian        | 1,827                          | 1907     | 1984   | NCAC                                 |
| Xavier University              | Cincinnati          | Musketeers                                                        | 1831       | Private/Catholic            | 6,646                          | 1921     | 1936   | Big East (NCAA Division I)           |

## Sport
| Sport                   | Men's | Women's |
| ----------------------- | ----- | ------- |
| Baseball                | x     |         |
| Basket                  | x     | x       |
| Corsa campestre         | x     | x       |
| Golf                    | x     | x       |
| Calcio                  | x     | x       |
| Softball                |       | x       |
| Tennis                  | x     | x       |
| Atletica leggera indoor | x     | x       |
| Atletica leggera        | x     | x       |
| Pallavolo               |       | x       |

## Stadi destinati al football
| Scuola          | Stadio                             | Capacità | Illuminazione | Superficie    | Apertura |
| --------------- | ---------------------------------- | -------- | ------------- | ------------- | -------- |
| Baldwin Wallace | George Finnie Stadium              | 10.000   | Si            | Turf          | 1971     |
| Capital         | Bernlohr Stadium                   | 3.000    | No            | Turf          |          |
| Heidelberg      | Mayer Field                        | 3.000    | Si            | Turf          | 2009     |
| John Carroll    | Don Shula Stadium at Wasmer Field  | 5.416    | Si            | Turf          | 2003     |
| Marietta        | Don Drumm Stadium                  | 5.000    | Si            | Turf          | 2004     |
| Mount Union     | Mount Union Stadium                | 5.600    | Si            | Turf          | 1913     |
| Muskingum       | McConagha Stadium                  |          | Si            | Turf          | 1925     |
| Ohio Northern   | Dial-Roberson Stadium              | 3.500    | Si            | Erba naturale | 2004     |
| Otterbein       | Memorial Stadium                   | 2.400    | Si            | Erba naturale | 2005     |
| Wilmington      | Townsend Field at Williams Stadium | 3.500    | Si            | Turf          | 1983     |

## Vincitori degli OAC Championship

### Basket maschile
- 2012-13: Marietta
- 2011-12: Capital
- 2010-11: Marietta
- 2009-10: Wilmington
- 2008-09: John Carroll
- 2007-08: Heidelberg
- 2006-07: Capital

### Basket femminile
- 2012-13: Ohio Northern
- 2011-12: Mount Union
- 2010-11: Mount Union
- 2009-10: Mount Union
- 2008-09: Capital
- 2007-08: Baldwin-Wallace
- 2006-07: Wilmington
- 2003-04: Wilmington

### Football
- 1992—2013: Mount Union
- 1990: Baldwin-Wallace
- 1989: John Carroll
- 1988: Wittenberg

### Baseball
- 2013: Mount Union
- 2012: Marietta
- 2011: Marietta
- 2010: Heidelberg

### Calcio maschile
- 2010–2013: Ohio Northern
- 2009: Capital and Ohio Northern (tie)
- 2008: Ohio Northern
- 2004: Wilmington
- 2000: Wilmington

### Calcio femminile
- 2013: Capital
- 2012: Ohio Northern
- 2011: Capital
- 2010: Otterbein

### Pallavolo femminile
- 2011: Mount Union
- 2010: Heidelberg
- 2009: Ohio Northern
- 2008: Heidelberg

### Golf maschile
- 2011: Mount Union
- 2010: Otterbein
- 2009: Otterbein
- 2008: Mount Union
- 2007: Mount Union
- 1998—2006: Otterbein
- 1997: John Carroll
- 1996: Otterbein
- 1995: John Carroll
- 1994: John Carroll
- 1993: Otterbein
- 1992: Otterbein
- 1991: Heidelberg and Hiram (tie)
- 1990: John Carroll
- 1989: Wittenberg
- 1988: Wittenberg
- 1987: Muskingum

### Lotta maschile
- 2011: Mount Union
- 2006—2010: Heidelberg
- 2002—2005: John Carroll
- 2001: Ohio Northern
- 2000: Muskingum

### Campestre maschile
- 2013: Mount Union
- 2012: Mount Union
- 2011: Ohio Northern
- 2010: Mount Union
- 2009: Heidelberg
- 2008: Ohio Northern
- 2007: Ohio Northern
- 2006: Mount Union
- 2005: Mount Union
- 2004: Otterbein
- 2003: Otterbein
- 2002: Mount Union
- 2001: Mount Union
- 2000: Heidelberg

### Campestre femminile
- 2013: John Carroll
- 2012: Ohio Northern
- 2011: Ohio Northern
- 2010: Ohio Northern
- 2009: Baldwin-Wallace
- 2008: Ohio Northern
- 2007: Baldwin-Wallace
- 2006: Ohio Northern